# Беддоус, Томас (учёный)
Томас Беддоус (Беддо) (англ. Thomas Beddoes (Beddo); 1760—1808) — английский учёный: химик, медик, философ.

## Биография
Родился 13 апреля 1760 года в доме Balcony House в местечке Shifnal графства Шропшир.
Получил первоначальное образование в гимназии Bridgnorth Endowed School и в Pembroke College Оксфордского университета. Затем поступил  в начале 1780-х годов на медицинский курс Эдинбургского университета химик и физик Джозеф Блэк и профессор естественной истории Кендалл Уокер. Также Беддоус изучал медицину в Лондоне у хирурга Джона Шелдона. В 1784 году Томас Беддоус опубликовал перевод работы Ладзаро Спалланцани Dissertations on Natural History и в 1785 году — перевод труда Торберна Бергмана Essays on Elective Attractions. В 1786 году Беддоус получил степень доктора медицины в Pembroke College Оксфордского университета.
После 1786 года Томас Беддоус посетил Париж, где познакомился с Лавуазье. В 1788 году он был назначен профессором химии Оксфордского университета: его лекции привлекали большую и благодарную аудиторию. Симпатия учёного по отношению к Французской революции настроила против него часть учёных и он ушел в отставку в 1792 году. В следующем году он опубликовал книгу History of Isaac Jenkins, в которой показал пороки пьянства, было продано 40 000 её экземпляров.

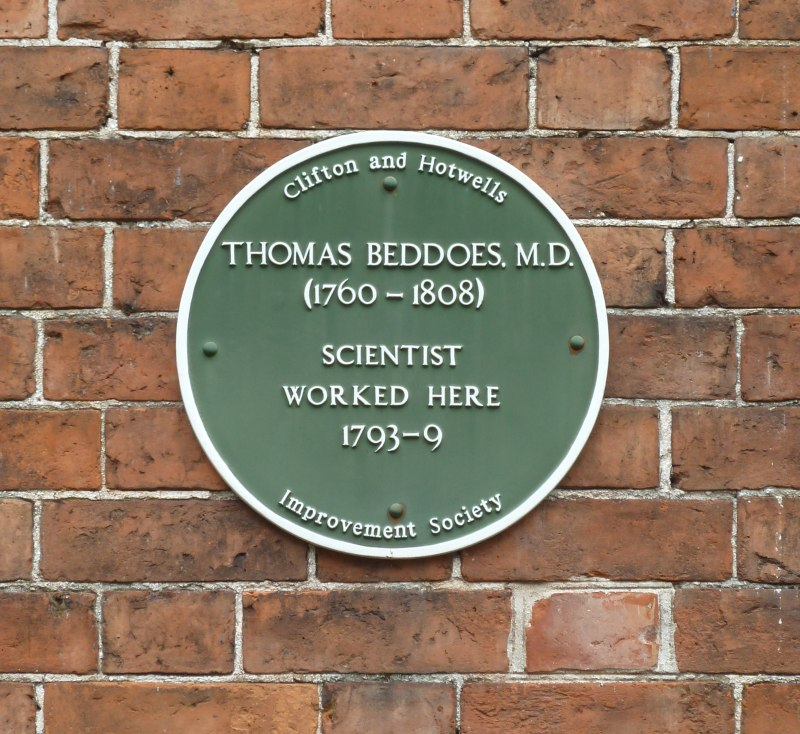
Памятная доска на доме
Hope Square, 11

Беддоус занимался исследованием и лечением туберкулёза, создав в Бристоле клинику, существовавшую с 1793 по 1799 год, а затем организовал в Бристоле медицинский научно-исследовательский центр Bristol Pneumatic Institution. Здесь он занимался тестирования различных газов для лечения туберкулеза; позже это учреждение было преобразовано в общую больницу. Между 1793 и 1799 годами Томас Беддоус имел клинику на площади Hope Square в бристольском район Hotwells, где он лечил пациентов с туберкулезом.
Умер 24 декабря 1808 года в местечке Clifton, пригород Бристоля.
Современники отзывались об учёном как человеке огромной энергии и обширных знаний, которые он направлял на благородные и благотворительные цели. Он стремился к достижению общественного блага, популяризируя медицинские знания.

### Личная жизнь
В 1794 году женился на Anna Maria Edgeworth (1773–1824), дочери своего соратника по Bristol Pneumatic Institution  — Ричарда Эджуорта. Их сын Томас Беддоус родился в 1803 году в Бристоле.
Томас Беддоус был большим другом Сэмюэла Кольриджа.